# Barreh Farākh
Barreh Farākh (persiska: بَرِه فَراخ, بَرافَرَق, بَرَفرَ, بَرَه فَراخ, بَرِّه فَراخ, برّه فراخ, Bareh Farākh) är en ort i Iran.   Den ligger i provinsen Hamadan, i den nordvästra delen av landet, 300 km väster om huvudstaden Teheran. Barreh Farākh ligger 1 491 meter över havet och antalet invånare är 410.
Terrängen runt Barreh Farākh är kuperad åt nordost, men åt sydväst är den platt.Runt Barreh Farākh är det ganska tätbefolkat, med 124 invånare per kvadratkilometer. Närmaste större samhälle är Kangāvar, 17,2 km nordväst om Barreh Farākh. Trakten runt Barreh Farākh består till största delen av jordbruksmark.